# Грундман, Роман Романович
Роман Романович Грундман (1889—1941) — военный деятель, офицер Российского императорского флота, военный инженер-механик, председатель Центробалта, комиссар Главного кораблестроительного управления, начальник Морского инженерного училища, военинженер 1-го ранга. Дважды арестован, репрессирован, расстрелян в 1941 году на полигоне «Коммунарка».

## Биография
Роман Романович Грундман родился 1 (13) декабря 1889 года в Петергофе, Санкт-Петербургской губернии. По национальности немец, сын потомственного почётного гражданина.

### Ранние годы
В службе с 1910 года. Учился в Морском инженерном училище в Кронштадте. В 1913 году произведён в корабельные гардемарины-механики, а после окончания училища 5 октября 1913 года — в инженеры-механики мичманы. В том же году был награждён светло-бронзовой медалью «В память 300-летия царствования дома Романовых». Был направлен для прохождения службы трюмным механиком на броненосный крейсер «Громобой», который участвовал в Первой мировой войне, с 1915 года крейсер находился в ремонте.

### Служба в советский период
В апреле 1917 года, на собрании военных моряков Балтики на транспорте «Виола» в Гельсингфорсе, инженер-механик лейтенант Грундман был избран в состав первого созыва Центрального комитета Балтийского флота (Центробалта), был председательствующим на первых трёх заседаниях. 2 мая вошёл в президиум комитета и выбран товарищем председателя Центробалта П. Е. Дыбенко, одним из двух его заместителей (вторым заместителем был матрос Ф. И. Ефимов). Беспартийный Грундман, как правило, в политических дискуссиях не участвовал, а занимался организационными и хозяйственными вопросами. Пользовался уважением у большинства членов Центробалта, постоянно избирался председателем собраний членов комитета. После ареста делегации Центрального комитета Балтийского флота вместе с П. Е. Дыбенко Временным правительством в июле 1917 года, Грундман был избран председателем Центробалта третьего состава. В августе Грундман был направлен представителем от ЦКБФ в Рижский залив для улаживания трений между офицерами и матросами. 5 октября, по просьбе команды «Громобоя», Центробалт решил отпустить лейтенанта Грундмана обратно на крейсер.
В ноябре 1917 года приказом Верховной коллегии были назначены комиссары в управления и службы морского ведомства, комиссаром Главного управления кораблестроения был назначен Грундман. В 1918 году участвовал в Ледовом походе Балтийского флота из Гельсингфорса в Кронштадт. В феврале 1918 года, перед оставлением Ревеля советскими войсками из-за угрозы захвата кораблей кайзеровской Германией, Грундман руководил группой подрывников из минной школы по уничтожению береговых батарей на побережье Финского залива и островах Вульф и Нарген, включая мощные 12-дюймовые башенные орудия.
В 1923 году Грундман был назначен начальником Морского инженерного училища. В период его командования училищем, 8 ноября 1923 года состоялся первый в советский период ускоренный выпуск десяти инженеров-механиков и восьми инженеров-электриков. В сентябре 1925 года училище переехало из здания бывшей Покровской общины на Васильевском острове в здание Главного адмиралтейства. С 1925 года работал на судостроительных заводах по разработке и созданию отечественных котлотурбинных установок для военных кораблей.

### Арест и расстрел
В феврале 1931 года был арестован ОГПУ по делу «Весна» «за контрреволюционную деятельность». В ходе следствия фигурировали компрометирующие сведения: по национальности — немец, по социальному происхождению — из служащих (отец — потомственный почётный гражданин), беспартийный, связи за границей (жена родилась в Эстонии в купеческой семье). Был осужден на 5 лет с содержанием в исправительно-трудовом лагере. В конце того же года был освобождён.
После освобождения военинженер 1-го ранга Грундман работал в Кронштадте начальником планово-производственного отдела Морского завода Главвоенпорта Балтийского моря. Проживал в Кронштадте на улице Коммунистической, д. 5, кв. 23.
2 марта 1938 года был вновь арестован. 6 сентября 1940 года по сталинским спискам был осуждён Военной коллегией Верховного суда СССР по ложному обвинению в участии в контрреволюционной офицерской организации и в шпионаже против СССР, как «агент финской и немецкой разведок» (обвинение в преступлениях предусмотренных ст.ст.58 п.1-б, 7, п.9 и 11 УК РСФСР). 27 июля 1941 года был расстрелян на расстрельном полигоне «Коммунарка» в Московской области.
Полностью реабилитирован определением Военной коллегией Верховного суда СССР 23 августа 1960 года.